# عبد العزيز كريم
عبد العزيز كريم داد (مواليد 20 ديسمبر 1979 في مسيعيد) هو لاعب كرة قدم قطري يلعب مع الخريطيات في دوري نجوم قطر كلاعب وسط. مثّل منتخب قطر لكرة القدم. وشارك مع قطر في بطولة العالم تحت 17 سنة لكرة القدم 1995 في الإكوادور.

## مسيرته الكروية
لعب عبد العزيز كريم خلال مسيرته الاحترافية مع 4 أندية في سبعة عشر موسمًا وسجل خلالها 16 هدفًا ضمن 241 مباراة. ولم يفز بأي موسم بالكأس أو بالدوري.
خاض عبد العزيز كريم مسيرته مع النادي العربي في موسم 1997–98 ليلعب معه اثنا عشر موسمًا، مشاركًا في 201 مباراة سجل خلالها 16 هدفًا. ثم انتقل إلى نادي أم صلال في موسم 2009–10 ولمدة موسمين، حيث شارك في 11 مباراة ولم يسجل أي هدف. لينتقل بعدها إلى النادي الأهلي في موسم 2011–12 لمدة موسم واحد، مشاركًا في 18 مباراة ولم يسجل أي هدف أيضًا. ثم انتقل إلى نادي الخريطيات في موسم 2012–13 ولمدة موسمين، مشاركًا في 11 مباراة ولم يسجل أي هدف أيضًا.

## روابط خارجية
- عبد العزيز كريم على موقع الاتحاد الدولي (مؤرشف)  (الإنجليزية)
- عبد العزيز كريم على موقع قاعدة بيانات كرة القدم.إي يو (الإنجليزية)
- عبد العزيز كريم على موقع ناشيونال فوتبول تيمز (الإنجليزية)